# 1380 Volodia
1380 Volodia este un asteroid din centura principală, descoperit pe 16 martie 1936, de Louis Boyer.